# Claude Choules
Claude Stanley Choules (Wyre Piddle, 3 maart 1901 – Perth, 5 mei 2011) was als 110-jarige, sinds het overlijden van de even oude Amerikaan Frank Buckles op 27 februari 2011, de laatste Eerste Wereldoorlog-veteraan die daadwerkelijk meegevochten heeft in deze strijd. Bij zijn dood was officieel nog één veterane in leven, namelijk de Britse Florence Green. Zij werkte echter enkel als serveerster voor de officieren, dus niet als actief soldaat. Gedurende de Eerste Wereldoorlog vocht Choules met de Britse en gedurende de Tweede met de Australische marine.

## Biografie
Choules werd geboren in Wyre Piddle, een klein dorp vlak bij Pershore in Worcestershire. In 1916 ging hij bij de Britse marine. In november 1918 was hij getuige van de overgave van de Duitse vloot in de Firth of Forth. Hij was eveneens aanwezig bij het tot zinken brengen van de Duitse vloot door de Duitsers zelf in Scapa Flow in juni 1919.
In 1926 emigreerde hij naar Australië, en ging daar ook bij de marine. Tijdens de Tweede Wereldoorlog vocht hij mee met deze krijgsmacht. Nadien bleef hij in het leger, maar in 1956 ging hij op de leeftijd van 55 jaar verplicht met pensioen. De laatste jaren van zijn leven woonde hij in Perth.
Op Remembrance Day herdenken de landen van het Gemenebest de gevallenen van de Eerste Wereldoorlog en alle oorlogen en gewapende conflicten die daarna plaatsvonden. Choules weigerde echter de uitnodiging om de herdenking in 2009 bij te wonen omdat hij tegen de verheerlijking van oorlog was.

## Decoraties
- British War Medal
- Victory Medal (United Kingdom)
- War Medal 1939–1945
- Australia Service Medal 1939–1945
- Queen Elizabeth II Coronation Medal in 1953
- Centenary Medal in 2001[4]
- Australian Defence Medal in 2006
- Long Service and Good Conduct Medal with Clasp (30 jaar dienst)[5]